# Петрукович, Сергей Михайлович
Сергей Михайлович Петрукович (род. 24 мая 1986, Горький) — российский мотогонщик, шестикратный призёр чемпионата России по шоссейно-кольцевым мотогонкам RSBK, основатель команды «DC Motorsport by Petrukovich», в 2025 году получил звание «Мастер спорта России международного класса» в дисциплине шоссейно-кольцевые гонки. Выступал за команды «Chrome Racing» (2016—2021), «DMC Racing» (2022). С 2023 года выступает в собственной команде «DC Motorsport by Petrukovich».

## Биография
Петрукович Сергей Михайлович родился 24 мая 1986 года в городе Горький. Пришёл в мотоспорт в 2013 году, в качестве самостоятельного пилота. Тренировался на Нижегородском кольце, принимал участие в мото трек-днях Nring Track Day.
В мотосезоне 2014 года участвовал в соревнованиях MaxPower Bikes.
В мото-сезоне 2015 года был самостоятельным участником чемпионата России по шоссейно-кольцевым мотогонкам RSBK, получил кубок за 2-е место в классе Stock Open 600 чемпионата RSBK.

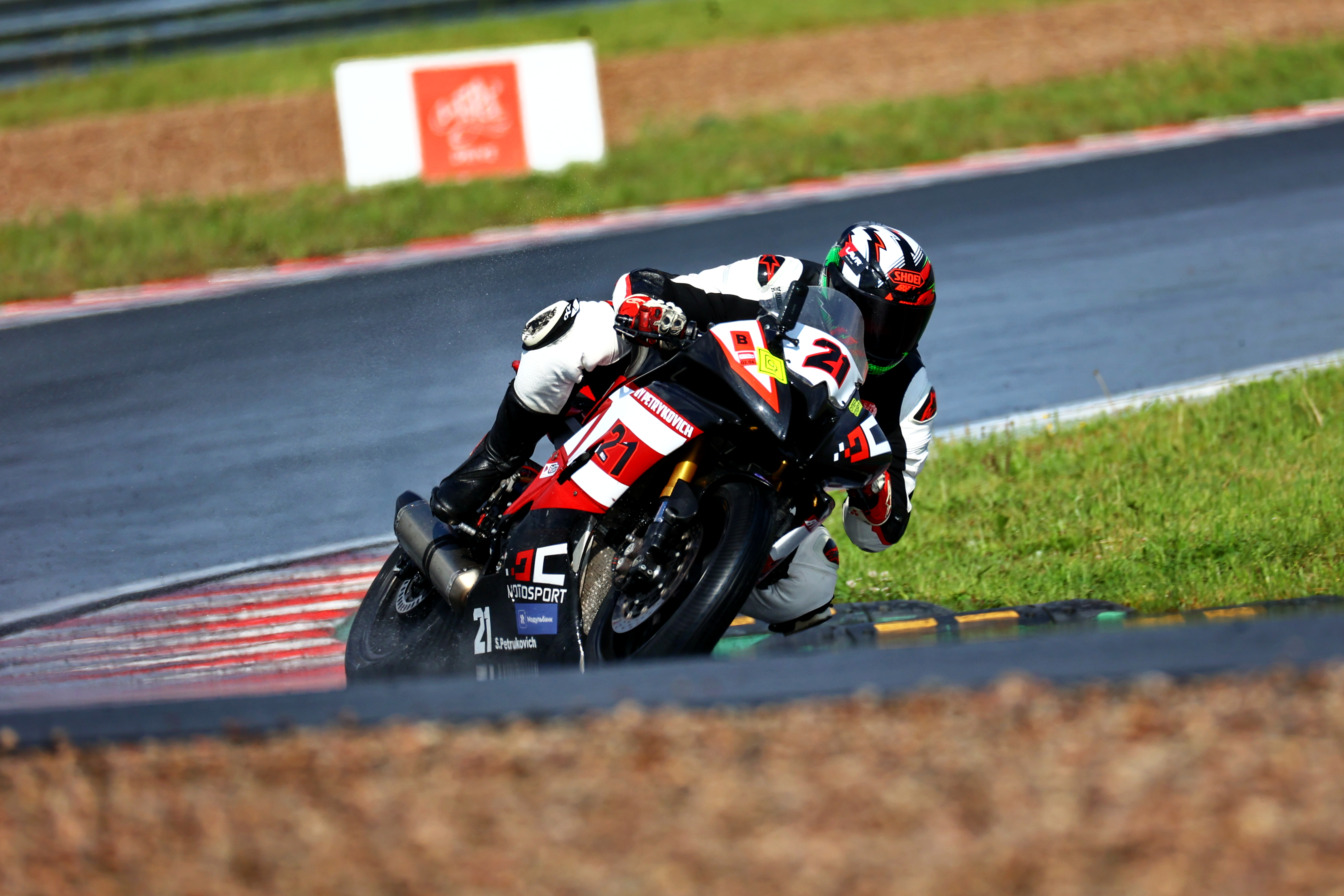
Сергей Петрукович на гонках

В мотосезоне 2016 года стал пилотом первой нижегородской мото-команды «Chrome Racing», занял 5-е место в классе STK 600 чемпионата RSBK.
В мотосезоне 2017 года в составе «Chrome Racing» занял 2 место в классе STK 600 чемпионата RSBK. По ходу сезона из-за падения во время гонки получил травму руки и на одном из этапов выступал с гипсом.
В мотосезоне 2018 года занял 3 место в классе Supersport EVO.
В мотосезоне 2019 года также занял 3 место в классе Supersport EVO.
В 2020 году, из-за пандемии COVID-19, чемпионат RSBK был завершён досрочно после двух этапов, на которых Петрукович завоевал две бронзы.
В 2021 году участвовал в чемпионате России по шоссейно-кольцевым мотогонкам Motoring, по итогам сезона занял 6-е место в общем зачёте Superstock 600.

В 2022 году выступал за московскую команду DMC Racing в классе Superstock 600.

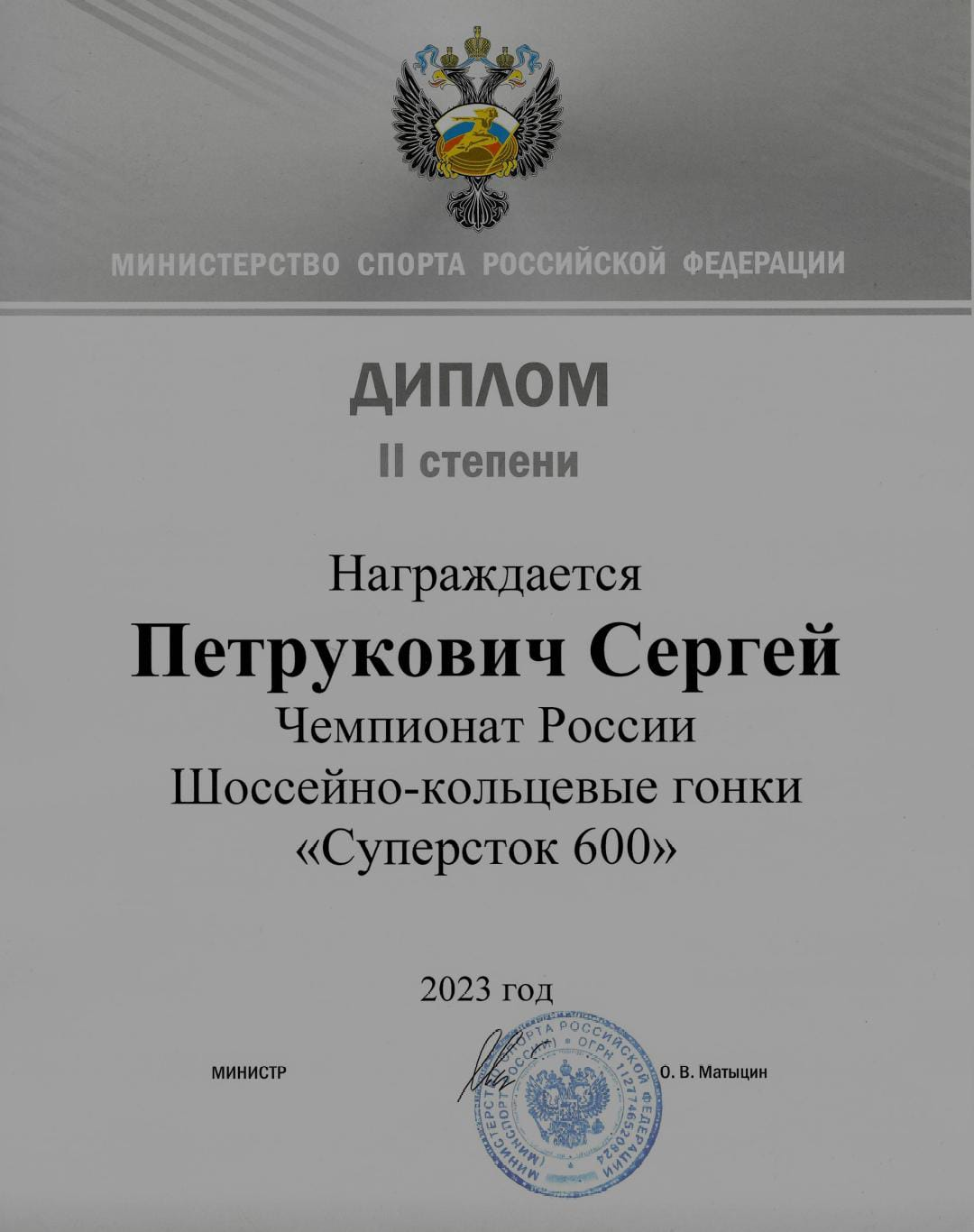
Диплом мотогонщика 2 степени

Был награждён дипломом 2-й степени в результате выигрыша в Чемпионате России «Суперсток 600». Сергей Петрукович прокомментировал свою победу следующим образом:
 «Это было круто! Потому что погодные условия постоянно менялись. Сначала, выехали на сликах, пошел дождь, и нас вернули на смену колес, рестартовали уже на дождевых покрышках. Пока все это происходило, асфальт практически высох… а в середине гонки дождь пошел с новой силой! Трудно такой сценарий выдумать. Но мне удалось выйти и закрепиться на 3-й позиции после старта. Обгонов было много — меня обгоняли, я обгонял…»
Сергей Петрукович, победитель гонки Supersport 2
С 2024 года также принимает участие в шоу Дениса Дорохова «Мотокубок».
В 2025 году получил звание «Мастер спорта России международного класса» в дисциплине шоссейно-кольцевые гонки.

## DC Motorsport by Petrukovich

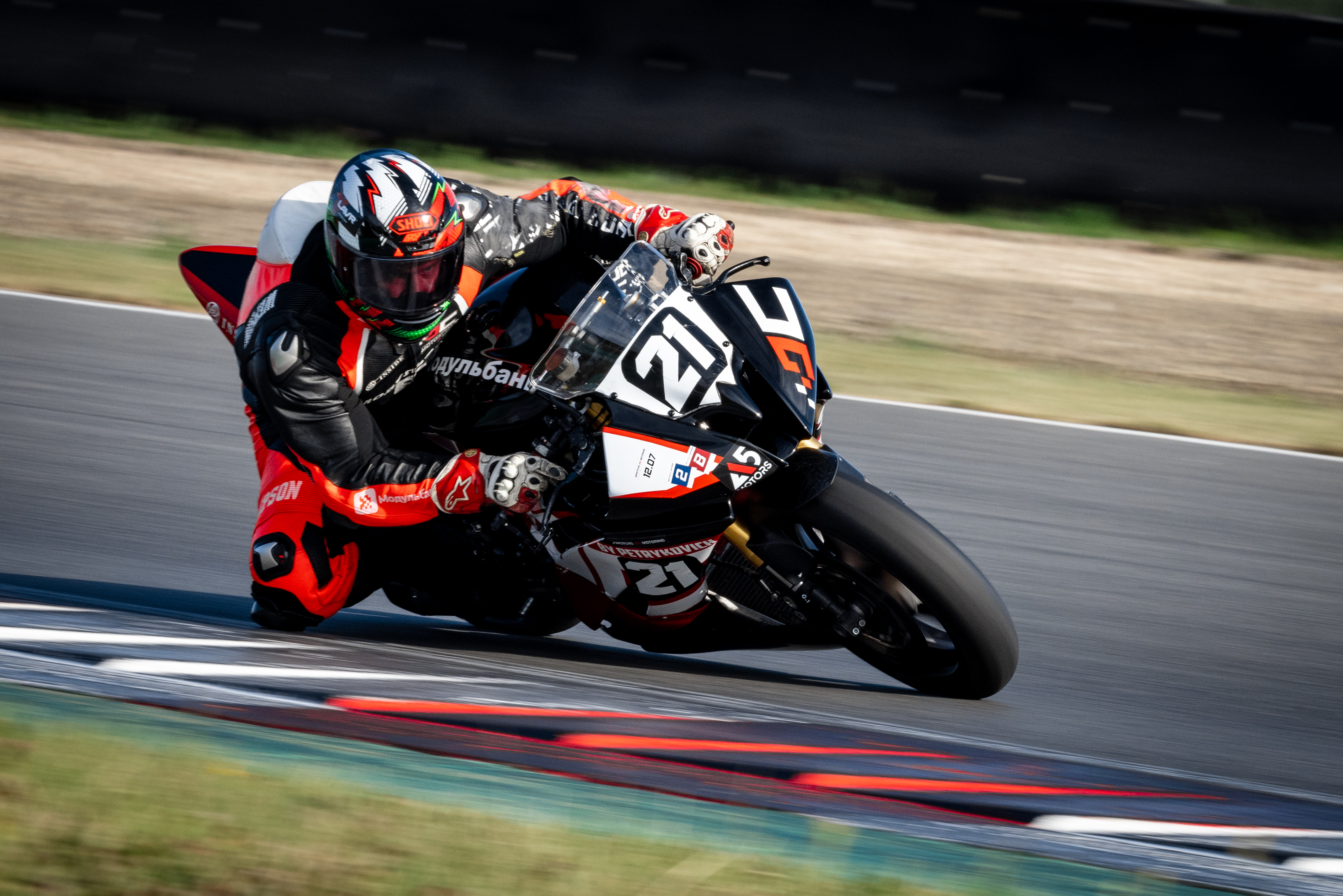
Сергей Петрукович на соревнованиях

В 2023 году Сергей основал собственную команду «DC Motorsport by Petrukovich», которая активно участвует в чемпионате России по шоссейно-кольцевым мотогонкам. «DC Motorsport by Petrukovich» позиционирует себя в качестве профессиональной команды в мире шоссейно-кольцевых мотогонок, объединяющая страсть к скорости с высокими стандартами профессионализма. Команда провозгласила своей миссией сочетание честной конкуренции и высокого уровня технической подготовки, создание ярких шоу для болельщиков и стабильное развитие спортивных талантов. «DC Motorsport by Petrukovich» стремится к тому, чтобы каждый пилот и партнер команды достигал максимальных результатов, а мероприятия, которые проводит и в которых участвует команда, вдохновляли зрителей на любовь к мотогонкам.
С момента основания команды, генеральным спонсором «DC Motorsport by Petrukovich» является АО КБ «Модуль банк».

### Состав команды

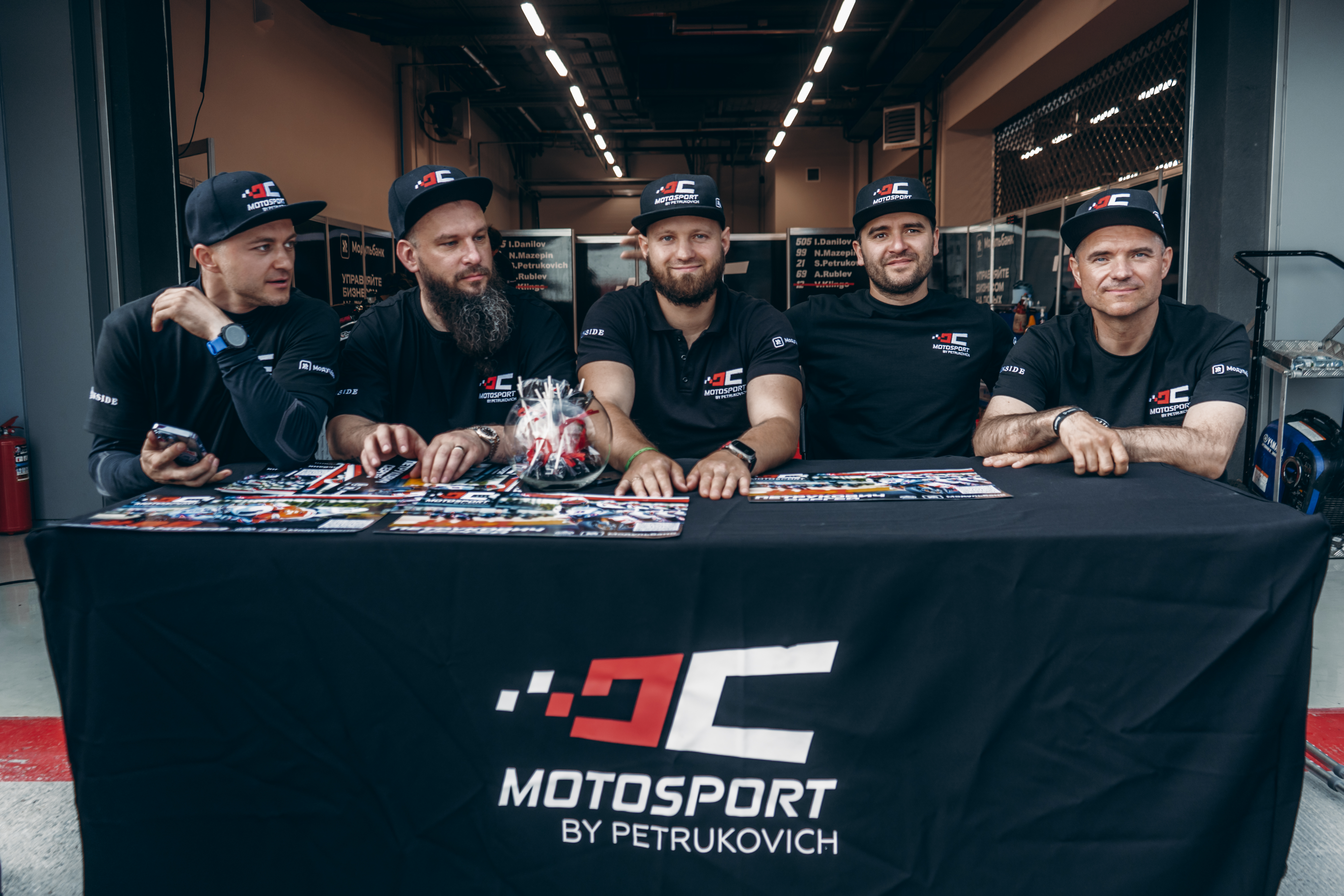
Команда DC Motorsport by Petrukovich

По состоянию на 2025 год, в состав команды «DC Motorsport by Petrukovich» входит Петрукович Сергей, Ильин Андрей, Османов Тельман, Кобзарев Борис и Данилов Иван.
Команда участвует в чемпионате России LAVR Motoring (ранее — RSBK) и с первых же гонок сезона заняла призовые места в нескольких категориях
Команда участвует в чемпионате России LAVR Motoring (ранее — RSBK) и с первых же гонок сезона заняла призовые места в нескольких категориях. В её составе выступает и сам Сергей Петрукович в классе Supersport 2.
Сергей Петрукович участвует в гонках на мотоцикле Honda CBR600RR — спортивном байке от компании Honda, с 4-мя цилиндрами, объёмом двигателя на 599 кубических сантиметров, 6-тью передачами и максимальной скоростью 254 км/ч.

### Достижения команды

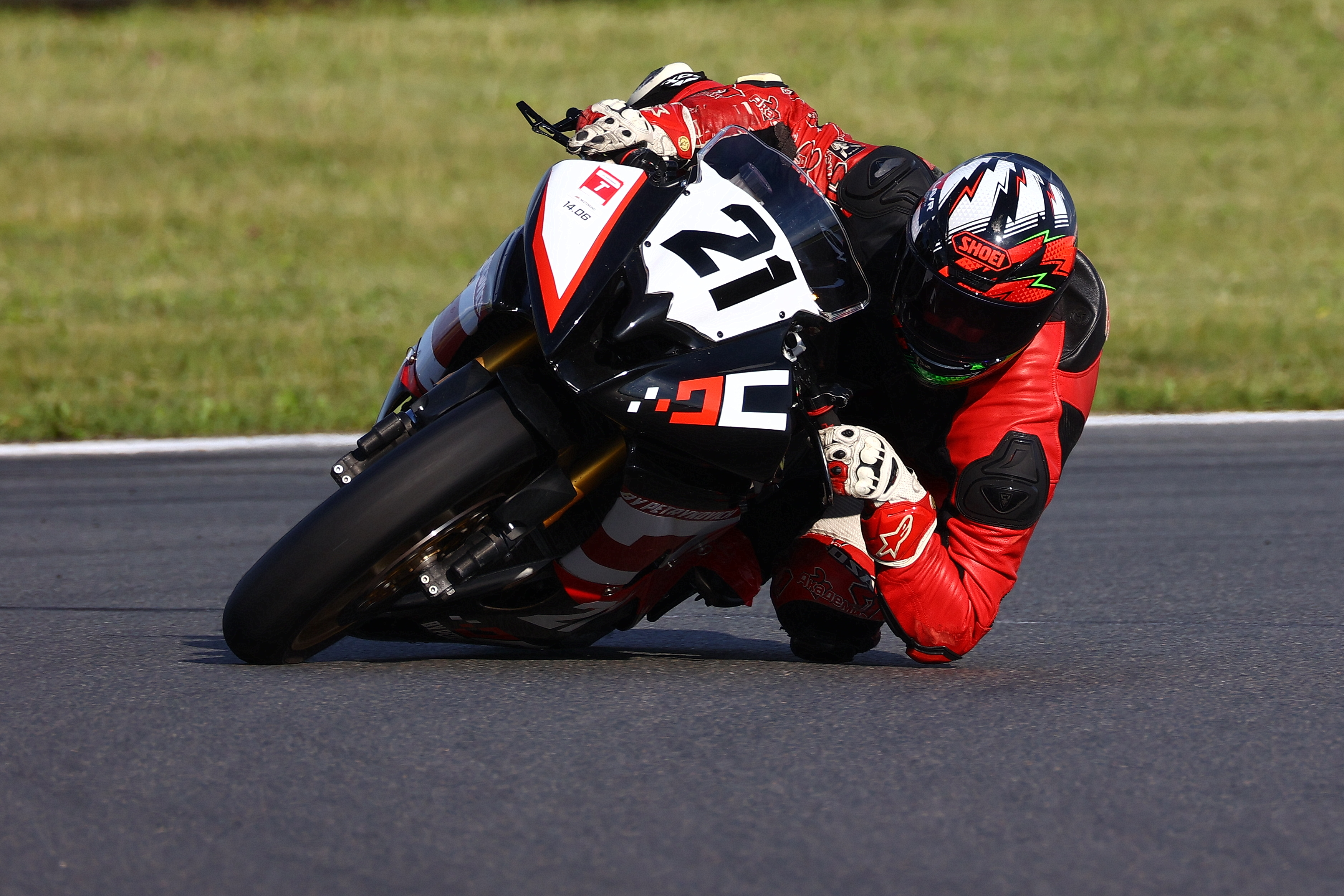
MOTORING ФЕСТИВАЛЬ

На 1 этапе (Igora) чемпионата России в Санкт-Петербурге, который проходил с 31.05.2024 по 02.06.2024 не было завоёвано призовых мест. Во время гонки на трассе произошло падение.
В июне 2024 «DC Motorsport by Petrukovich» выиграв гонки, возглавили чемпионат. Петрукович стал серебряным призёром, за что ему было присвоено звание КМС (кандидат в Мастера спорта).
В июле 2024 команда DC Motorsport by Petrukovich принимает участие в чемпионате A5Motors Motoring. Андрей Ильин, новобранец команды, вышел на старт гонки на Moscow Raceway в статусе лидера в классе Supersport 2. В результате соревнования сам Сергей Петрукович финишировал 4-м. Команда завоевала 4 призовых места.

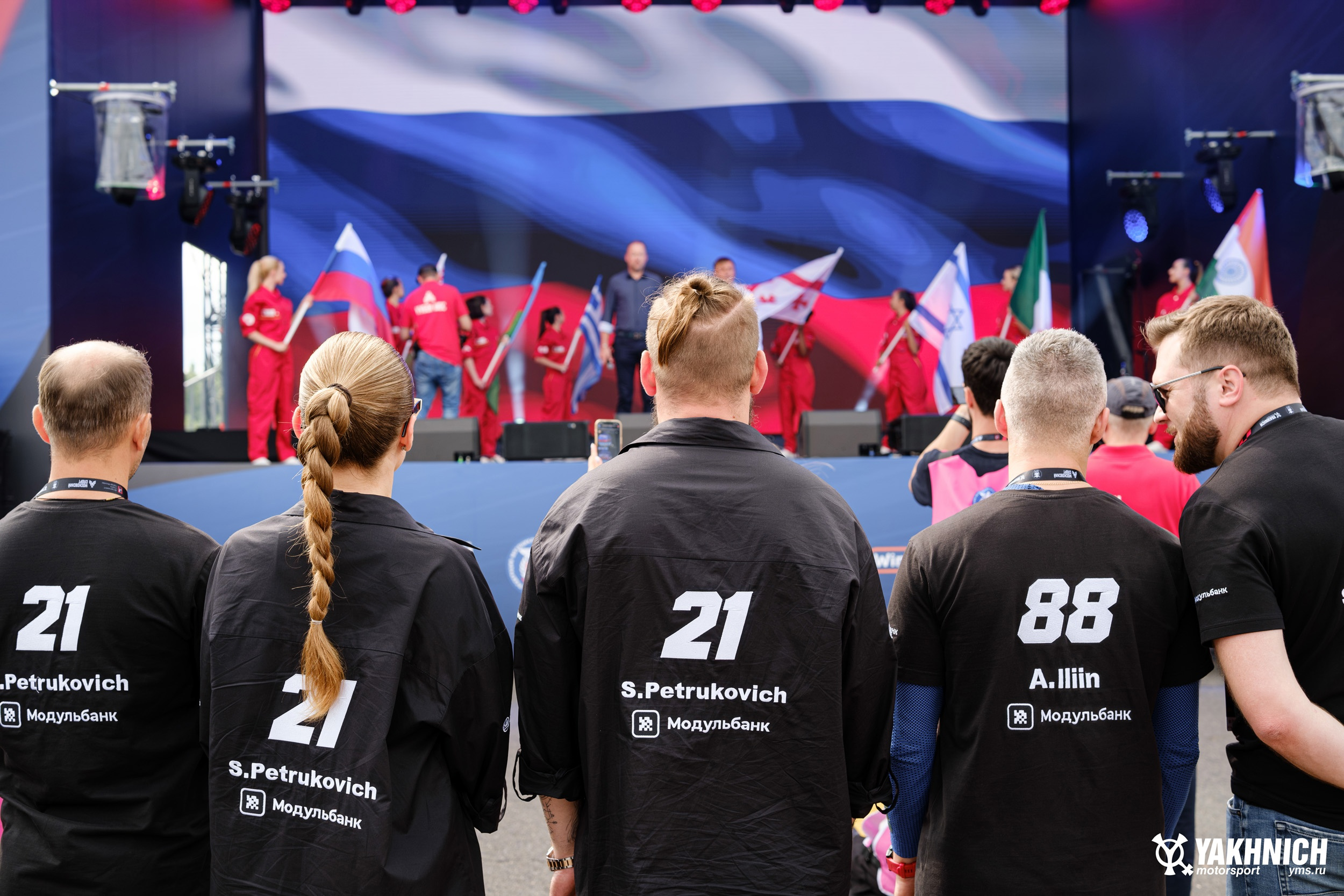
МЕЖДУНАРОДНЫЙ ЧЕМПИОНАТ КУБОК ШОС (MRW) 2024

В августе 2024 на автодроме Moscow Raceway в Подмосковье прошел международный турнир по шоссейно-кольцевым гонкам на Кубок Шанхайской организации сотрудничества. В классе «Суперспорт» золото завоевал Дмитрий Седин, а второе место занял Владимир Карзаев из команды DC Motosport by Petrukovich. Суммарно команда завоевала целых 5 призовых мест.
На 6 этапе фестиваля (MRW) в Москве члены команды завоевали 3 призовых места. 2 место занял Петрукович Сергей, 3 место — Ильин Андрей, 4 место — Османов Тельман.
Команда Сергея Петруковича завершила гоночный сезон 2024 года в призах, несмотря на травмы и пересечение календарей гоночных серий. На подиум поднялся сам лидер команды, пилот возглавлявший зачет в классе SSP2 Андрей Ильин получивший бронзу. А также новобранец класса ЅЅP3 Тельман Османов. Результаты в гонках были отличными. Это событие прочно вошло надолго в историю мотогонок.
По итогам сезона 2024 года, команда Сергея Петруковича провела 8 соревнований и заняла 22 призовых места.